# Église Notre-Dame-de-l'Assomption de Montgesty
L'église Notre-Dame-de-l'Assomption est l'église du village de Montgesty dans le département du Lot. Dédiée à l'Assomption de la Bienheureuse Vierge Marie, elle dépend pour le culte de la paroisse de Catus du diocèse de Cahors.

## Histoire et description

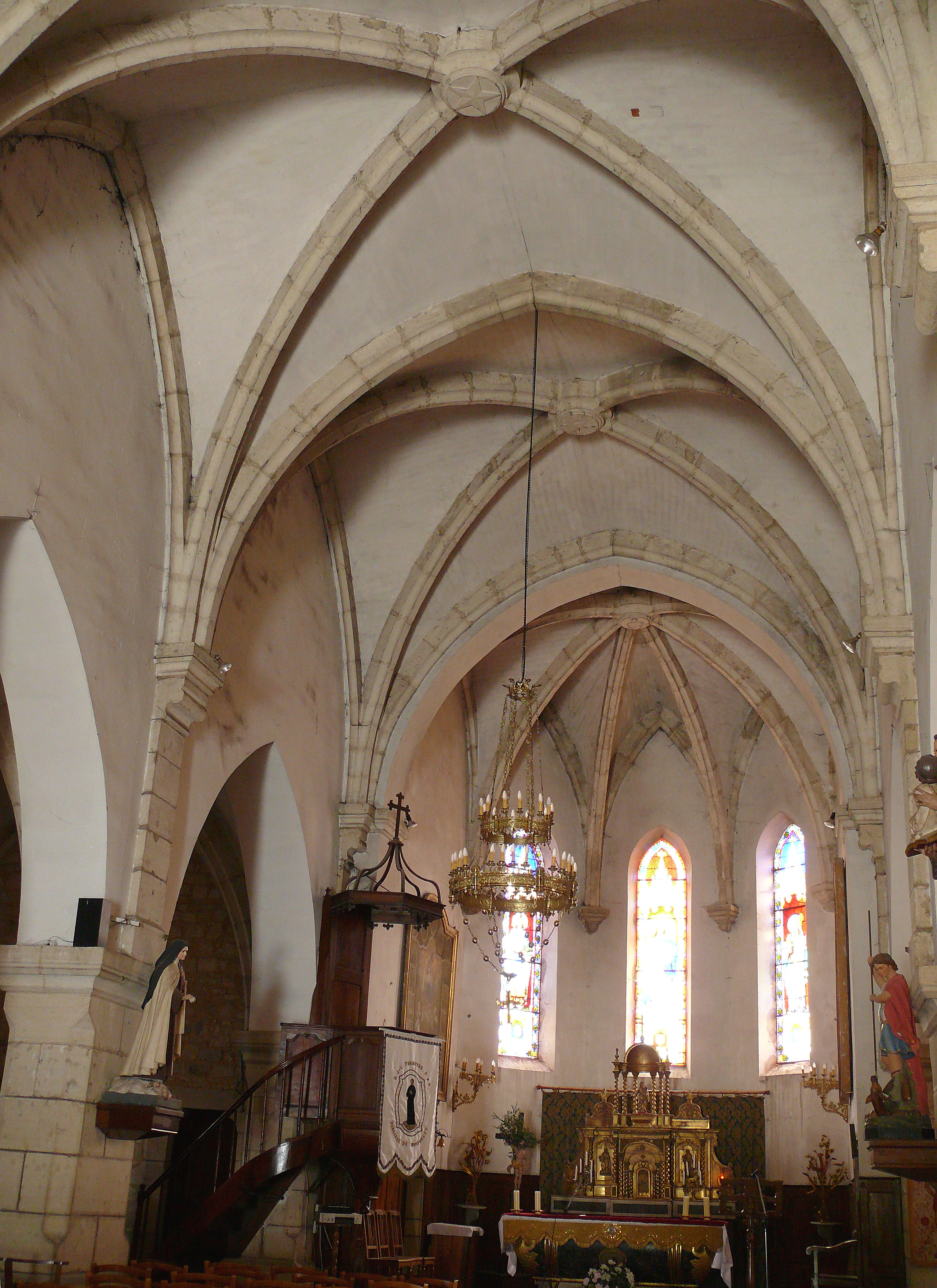
Voûtes de l'église.

Montgesty a été bâti sur les ruines d'un camp romain construit au IIe siècle ap. J.-C. 
Une première église romane est mentionnée en 1330 dans un acte du pape Jean XXII. La haute tour actuelle, avec sa tourelle du côté nord, date de la fin du XVe siècle et du début du XVIe siècle. Les deux cloches ont été installées en 1520 et en 1531. La façade possède un portail quercynois décoré par un bâton écoté.
L'église (nef, collatéraux et abside) a été reconstruite dans un style néogothique en 1888-1889, au moment de la béatification de l'enfant du pays, Jean-Gabriel Perboyre. Les vitraux datent de 1889-1890. Ceux de l'abside représentent Notre-Dame de l'Assomption, saint Louis, roi de France, et saint Génulphe, évêque de Cahors et fondateur de la communauté chrétienne de Montgesty en 257.
Plusieurs objets proviennent de l'ancienne église. Ils datent surtout du XVIIe siècle et du XVIIIe siècle, comme le retable de bois doré du maître-autel, l'autel latéral de saint Louis, ou un tableau de Saint Louis (1723) inscrit aux monuments historiques. Il y a aussi un remarquable Christ agonisant sur la Croix du XVIe siècle, œuvre espagnole,.
L'église garde le souvenir de saint Jean-Gabriel Perboyre (1802-1840) né à Montgesty et baptisé dans l'église du village (les fonts baptismaux sont toujours visibles). Chaque 11 septembre, un pèlerinage s'y tient et une statue lui a été élevée sur un autel latéral, identique à celle que l'on trouve à la chapelle des Lazaristes de Paris, où se trouve sa sépulture, ainsi que sur le parvis.